# Darker Than Silence
Darker Than Silence es el sexto álbum de estudio de la banda de rock gótico de África del Sur The Awakening publicado en el 2004.

## Lista de canciones
* Todas las canciones son escritas por Ashton Nyte
1. «Death Says Yes»
2. «One More Crucifixion»
3. «The Needle and the Gun»
4. «Frozen Icon»
5. «Gospel Song»
6. «The Man Who Wasn't There»
7. «Angelyn»
8. «Armageddon Style»
9. «Deprivation (part 1)»
10. «Self»
11. «The Chosen»
12. «Animal»
13. «Page 3»
14. «Faith Falling?»
15. «Traffic»